# Siwuszki
Siwuszki (Polioptilidae) – rodzina ptaków z rzędu wróblowych (Passeriformes). 

## Występowanie
Rodzina obejmuje około dwudziestu gatunków występujących w Ameryce. Większość gatunków z tej rodziny występuje w strefie tropikalnej i subtropikalnej, gatunki występujące bardziej na północ podejmują wędrówki.

## Charakterystyka
Trybem życia i budową ciała przypominają euroazjatyckie pokrzewki, przemieszczają się ciągle pośród listowia w poszukiwaniu owadów. Ubarwione są skromnie w łagodne szaroniebieskie barwy.
Występują w świetlistych lasach lub w buszu. Gniazdują na drzewie lub krzewie.

## Systematyka
Taksonem siostrzanym dla siwuszek są strzyżyki (Troglodytidae). Do rodziny zaliczane są następujące rodzaje:
- Ramphocaenus Vieillot, 1818
- Microbates P.L. Sclater & Salvin, 1873
- Polioptila P.L. Sclater, 1855